# Cantón El Pan
El Pan es un cantón de la provincia del Azuay, Ecuador. En el censo del año 2001 tenía 3075 habitantes. Su fecha de creación es el 10 de agosto de 1992. Se encuentra al noreste de la ciudad de Cuenca (Ecuador) a 60 kilómetros, el centro cantonal tiene una altitud de 2250 m s. n. m.

## Nombre
En el cantón existen diversas versiones sobre el origen del nombre "El Pan", sin embargo, tres de ellas son las más relevantes, las cuales se han creado fundamentadas con diversos hechos ocurridos durante su historia.

### Primera Versión
Esta versión cuenta que los primeros españoles llegaron a este territorio se encontraron con un asentamiento indígena al pie de un cerro, al cual lo empezaron llamar "El Cerro del Pan", pues su jefe era el CACIQUE TOTAPAN. El nombre TOPAPAN surge se la unión de las palabras "TOPA" y "PAN". TOPA proviene de la lengua Aimara, y significa "DIVINIDAD ENMARCADA EN LAS MONTAÑAS". PAN proviene del dios de los pastores cañaris, DIOS PAN, pues durante esta época el cacicazgo era de mucha importancia para los pobladores. y por esto es Cacique tomaba el nombre de su dios. Por lo tanto el nombre "El Pan" tiene origen religioso por el "DIOS PAN".

### Segunda Versión
El sacerdote Humberto Zalamea Alvarado escribió que había recibido noticias de dos hermanos de apellido Pan, que se dirigieron a vivir en donde se asentaba la población, por cual se da entender que de estos hermanos provienen el nombre "El Pan".

### Tercera Versión
Esta versión también hace referencia a dos hermanos de apellido Pan, sin embargo, cuenta que ellos llegaron siguiendo las orillas del Río Paute. El primer hermano, Luis Pan, se destacaba por su inteligencia, lo cual lo llevó a ser alcalde del puedo de Paute, y representar a los pobladores en diversas reuniones. Por otro lado, el segundo hermano se caracterizó por su gran estatura y contextura, y de cariño lo apodaron "Pan Grande".

## Primeros habitantes
A lo largo de la historia, se puede esgrimir dos hipótesis sobre la procedencia del origen de "los primeros aborígenes" que habitaron en el Cantón El Pan y el Valle de Collay, antes de la llegada de los españoles.

### Primera hipótesis
Habla de tribus originarias de la Amazonía, el Reino de los Cañaris, incomunicadas por la Cordillera Oriental que llegaron a través del Gran Cañón del Río Paute, consecuentemente al Valle de Collay, posteriormente a Paute y Gualaceo para poblar dichos sectores con la finalidad de llegar a territorios de Cañar y Azuay.

### Segunda hipótesis
Supone que, los Cañaris huyeron de la conquista Inca y siguiendo el Río Paute y subiendo por las montañas se asientan en este sector.
En ambos casos, aprovechando las bondades del clima y la riqueza de las montañas tanto para la caza como agricultura.

## Ubicación geográfica
El Cantón el Pan, está ubicado al Nororiente de la Provincia del Azuay, se encuentra ubicado en el Valle de Collay; limita al norte con Guachapala y Paute, al sur con Limón y Gualaceo,al este con el Cantón Sevilla de Oro y la Cordillera Oriental de los Andes, y al oeste con Gualaceo y Guachapala.

### Clima
El clima del Cantón El Pan es de tipo primaveral, que oscila entre un clima templado en las zonas bajas del valle, y en las cumbres de las cordilleras presenta un clima más frío. Las condiciones climáticas permiten que sus fértiles tierras sean aptas para cultivo de productos tanto de clima tropical como de la serranía, tales como: azúcar, tomate, papas, cebada, manzanas, etc.

### Orografía
En el Cantón El Pan se encuentra ubicado en el Valle de Collay, en la Cordillera Oriental de los Andes, en el majestuoso Cerro Turi a una altitud de 3050m, con una superficie de 181 km2. Está rodeado de cerros que sobrepasan los 3500m, tales como: Huagra Rancho con 3598m, Manga Hurco con 3548m, Burro Blanco con 3607m, entre otros. Hacia el oriente, en el fondo del Río Collay, se halla la Peña Blanca siendo este el pico más elevado de la zona con una altura de 3350m sobre el nivel del mar. Al norte, frente a esta elevación están los Allcuquiros que en Quichua quiere decir "dientes de perro" en época de verano se muestran blancos por estar cubiertas de nieve.
El Cantón también posee vertientes, ríos con playas auríferas que desembocan en el río que lleva su mismo combre "Collay", afluente del gran Amazonas.
- Política

El cantón El Pan, al igual que las demás localidades ecuatorianas, se rige por una municipalidad según lo estipulado en la Constitución Política Nacional. La Municipalidad de El Pan es una entidad de gobierno seccional que administra el cantón de forma autónoma al gobierno central. La municipalidad está organizada por la separación de poderes de carácter ejecutivo representado por el alcalde, y otro de carácter legislativo conformado por los miembros del concejo cantonal. El Alcalde es la máxima autoridad administrativa y política del Cantón El Pan. Es la cabeza del cabildo y representante del Municipio.
El cantón se divide en parroquias que pueden ser urbanas o rurales y son representadas por las Juntas Parroquiales ante el Municipio de El Pan. Adicionalmente, cuenta con 15 barrios o sectores ubicados tanto en las parroquias urbanas como rurales.

### Parroquia urbana
- El Pan

### Parroquia rural
- San Vicente

### Barrios y sectores[10]
- Centro cantonal El Pan
- Ñuñurco
- La Dolorosa
- La Nube
- San Judas
- Santa Teresita
- Cuypamba
- Cedropamba
- San Francisco
- Culebrilas
- San Vicente
- La Merced
- La Tina
- Tablahuayco
- Huintul

## Flora
En el cantón se encuentran bosques húmedos, lo cual propicia una gran variedad de flora. En la vegetación predominante se puede encontrar: eucalipto, pencas, carrizos, sigsales, guabos, chilcas, nogal, cañaro, entre otros. Además existen cultivos de frutas y vegetales como: maíz, mora, fréjol, zambo, manzanas, tomates, papas, etc.

## Fauna
En el cantón se puede encontrar una gran variedad de especias de animales mamíferos, aves e inveterados como son: vacas, conejos, caballos, osos, raposos, mariposas, mirlos, torcazas, lechuzas, golondrinas, chugos, tórtolas,venados, entre otros.

## Turismo[11]

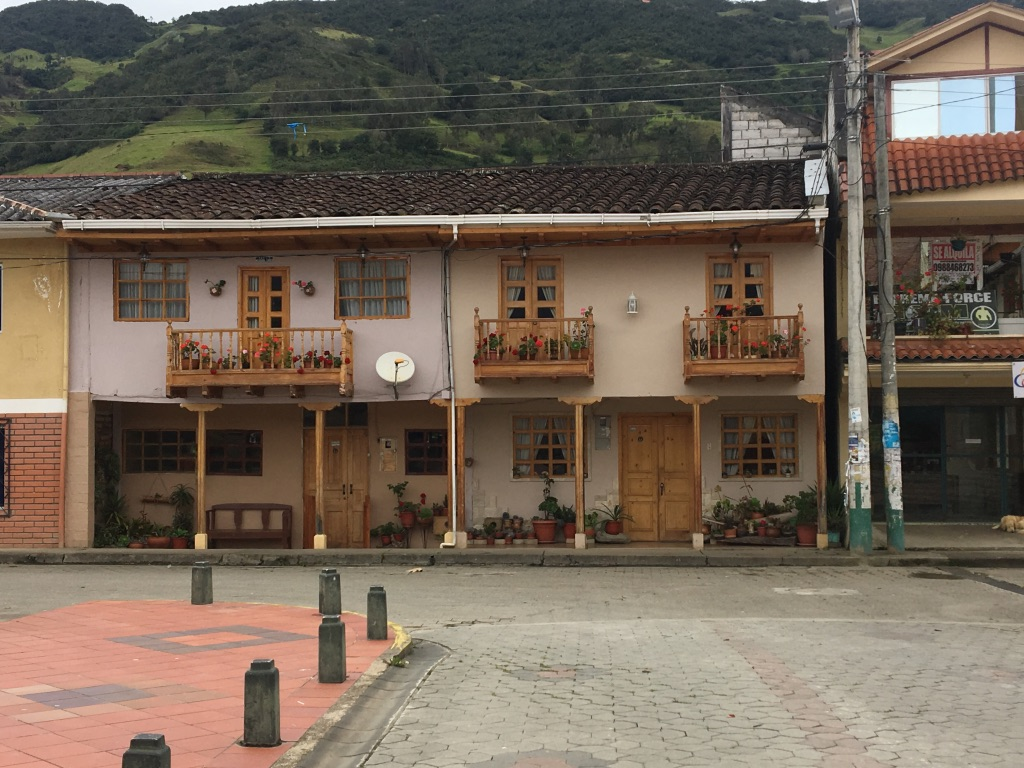
Casa ubicada en la plaza central de El Pan

En el cantón El Pan se puede encontrar diversos lugares turísticos.
- Mirador de Turi: Es un mirador natural que tiene una elevación 3100 m.s.n.m, en el cual se encuentra una cruz de 20 metros de alto, y desde este lugar se puede observador todo el cantón.
- Ñuñurco: Es un cerro, en el cual en la mitad se encuentra una gruta en la cual descansa la Virgen de Guadalupe.
- Reserva Cerro Collay: Aquí se puede encontrar un gran variedad de flora y fauna, que están dispuestas para la visita de los turistas que deseen conocer más sobre la naturaleza del cantón.
- Complejo turístico las Dudas está ubicado en el Bosque Protector del Collay, a 14km del ramal de San Vicente, a 45 minutos del Centro cantonal de El Pan. Y desde la ciudad de Cuenca 80 km de distancia. En cuestión de las vías hasta el sector de Santa Teresita es a base de asfalto y desde ahí hasta el sector de Collay la vía es a base de lastre, al lugar se puede acceder en cualquier tipo de vehículo.

El sector de Collay se caracteriza por ser una de las zonas con mayor diversidad de pisos climáticos en el cantón El Pan, bendecido así de paisajes naturales y recursos que hacen de este un lugar muy productivo y apto para el desarrollo de ecoturismo. Cascadas Las Dudas, ubicada en un sector privilegiado por la naturaleza, cuenta con un paisaje excepcional. Nuestras instalaciones ofrecen la posibilidad de reunión para viajeros y visitantes, una oportunidad para interactuar, al tiempo que disfrutar de una experiencia natural en un sector rural del Azuay. 
El Restaurante lleva el nombre de Guaviduca con capacidad para 34 personas, construido con elementos naturales de madera y piedra. Muy acogedor para el disfrute de nuestra única carta de especialidades culinarias, que de por sí, son una experiencia sensorial única. Pero la vista es tan espectacular, que el visitante y el viajero se sienten subyugados por la belleza del panorama que rodea a la atmósfera del restaurante. En Cascadas Las Dudas puede realizar pesca deportiva y también ofrece la posibilidad de disfrutar del producto de su pesca; usted lo pesca y nosotros se lo preparamos. 
Al estar en un ambiente natural, usted podrá disfrutar el recorrido por 12 Cascadas, admirar el majestuoso Río Collay y las minas de piedra de Peña Blanca. Disponemos de tres Rutas que detallo a continuación: Ruta 1: Dos Cascadas, solamente debe caminar 15 minutos por un sendero natural realizado en mitad de la flora exuberante del lugar, dificultad media. Ruta 2: Visita 12 Cascadas + Rio Collay, este recorrido tiene una duración de 3 horas el sendero es extremo, el visitante sentirá adrenalina al descender por peñas sujetado de cuerdas y subir por escaleras construidas en las Cascadas y la Ruta 3: Peña Blanca un mirador natural con vista 360 del Bosque Protector el Collay, cantón El Pan y Sevilla de Oro, en el trayecto de 7km usted recorrerá por senderos naturales del oso de anteojos y tapir de montaña, admirar 2 lagunas, ver una mina de piedras rectangulares y finalmente bañarse en una de las cascadas en Las Dudas, este recorrido tiene una duración de 5 horas (7KM) y la dificultad es moderada media. 
También disponemos de alojamiento con capacidad para 12 personas y alquiler de carpas con capacidad para 12 personas. Estamos seguros de que usted y su familia nunca olvidarán esta experiencia.

## Minería[12]

### Las Minas de oro del Collay
En el Sur del cantón está la cuenca hidrográfica del Río Collay de la cual sus playas auríferas o minas fueron adjudicadas a la corona española a inicios del siglo XVIII. 

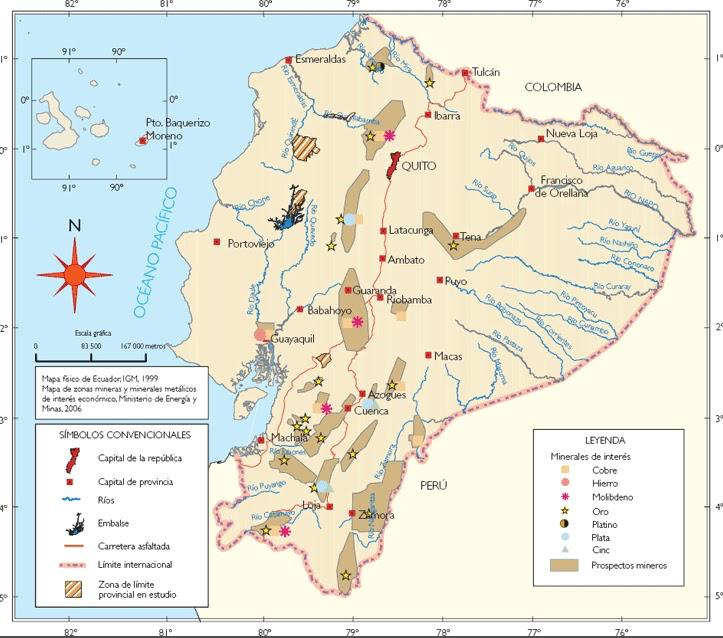

### Adjudicación de las Minas de oro del Collay a la Corona Española
Años después, algunas personas se dedicaban a la explotación de la Cascarilla en las montañas de El Pan, lugar en donde fueron encontradas algunas pepas de oro en las nacientes del Río Collay. Este descubrimiento motivó a que las personas exploten el oro y lo comercialicen en la ciudad de Cuenca y Guayaquil, la comercialización de este metal precioso hizo que las autoridades de Cuenca y Quito se enteraran de la actividad que se estaba manteniendo y posteriormente comunicaron esto al rey de España. por esta razón, el monarca adjudicó a la Corona las Minas de Oro del Collay. Con la independencia del Ecuador, la minería ha sido minúscula ya que actualmente la minería es prohibida por la Municipalidad de El Pan.
Desde entonces, las minas han sido abandonadas hasta la Independencia del Ecuador de la Corona Española. Tiempo después de este suceso, las explotaciones de oro han sido minúsculas con el uso de una excavadora de oruga con brazo largo. Las explotaciones eran realizadas debajo del "Puente Pailón" que conecta al cantón El Pan con el cantón Sevilla de Oro.
En la actualidad, la Municipalidad de El Pan ha prohibido la explotación minera sin permisos y un adecuado control para evitar el desgaste del medio ambiente ya que algunas personas del lugar y extranjeras han iniciado actividades de explotación de oro en el Río Collay.

## Social y Cultural[13]

### Tradiciones
Hoy en día aun se mantienen algunas tradiciones como: las escaramuzas, que consisten en un espectáculo en el cual los jinetes montan hermosos caballos de paso y desfilan con ellos; las peleas de gallos; las contradanzas y danzas folclóricas; algunos desfiles cívicos; las procesiones religiosas, las cuales se realizan en Semana Santa; las fiestas religiosas del Señor de El Pan, el cual se celebra en el mes de enero; los sainete y las comedias, entre otras.

### Religión
En el cantón hay una influencia de la religión católica, lo cual ha llevado a que desde el siglo pasado hayan surgido muchas figuras religiosas, como seminaristas, sacerdotes, quienes han servido en diversas comunidades y, han ocupado importantes dignidades y órdenes religiosos, tanto en el cantón como en la provincia y el país. Entre ellos se destacan el R.P. Miguel Ulloa Domínguez y el Monseñor Néstor Vidal Montesdeoca Becerra.

### Migración

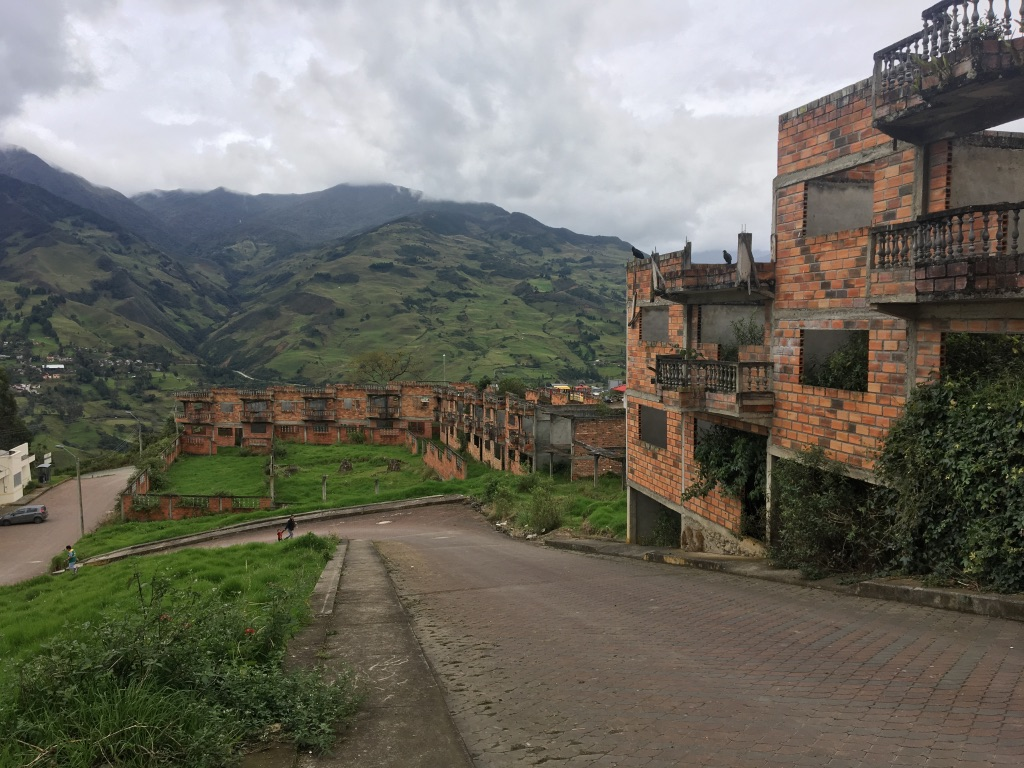
Viviendas abandonadas

La migración, o movilidad poblacional, de El Pan empezó a mediados del siglo XX, a partir de que los Salesianos de la parroquia incentivaran a los jóvenes a que ingresen a diversos seminarios en otras ciudades o provincias. Después, la migración aumentó pues muchas personas jóvenes se dirigían a otras ciudades, en especial Cuenca, para recibir educación secundaria, y posteriormente la universidad. La movilidad se dio mayoritariamente hacia ciudades o provincias como Cuenca, Guayaquil Quito, Morona Santiago, entre otros. Por otro lado, la migración hacia otros países también fue importante, ya que se dirigían principalmente a países como Estados Unidos, España, Italia, entre otros.
Es importante recalcar que la migración ha llevado que alrededor del cantón se pueda observar diversas casas abandonadas, o sin terminar de construir, pues la población de El Pan se ha reducido fuertemente desde el año 2001. Algo similar ocurrió en el año 2021.

## Himno del Cantón El Pan
"Salve noble cantón de la Patria
que hoy escribes tu nombre inmortal.
Diga El Pan nuestro amor para siempre
en la Historia de nuestra nación.
Desde el cerro de Turi en lo alto
hasta el bajo Cuypamba del pueblo,
el orgullo y la fe popular.
Como noble tarea juramos
defenderse con fe, con amor.
Nuestro orgullo es habernos forjado
en la lucha por la libertad.
Una Cruz agiganta el espíritu
con los viejos recuerdos de ayer,
con su luz ilumine la mañana,
promisorio, fecundo y feliz.
Con la guía de Alvino del Curto,
con la fuerza de nuestro querer,
seguiremos forjando el progreso,
caminando colmados de fe.
En la lid esgrimiremos tu nombre,
que en destellos de luz dice El Pan,
más allá, el horizonte pregona
la victoria, la paz, la unidad."
Dr. Marco León D. (1993), Sr. Leopoldo Yanzahuano G [música].